# (73346) 2002 JV122
(73346) 2002 JV122 – planetoida z pasa głównego asteroid okrążająca Słońce w ciągu 4,69 lat w średniej odległości 2,8 j.a. Odkryta 6 maja 2002 roku.